# Julio Arboleda Valencia
Julio Arboleda Valencia (Quito, 19 de julio de 1922-Popayán, 22 de mayo de 2020) fue un escritor, destacado orador, poeta, ingeniero, político y estadista colombiano. Elegido gobernador del Cauca en 1968 por el presidente Carlos Lleras Restrepo, y en 1984 nuevamente escogido por el presidente Belisario Betancur.

## Biografía
Sus padres fueron el diplomático José María Arboleda Llorente y María Luisa Valencia Vejarano. Nació en Quito en 1922, cuando su padre era encargado de negocios de la embajada de Colombia en ese país. 
Hizo sus primeros estudios en el colegio de los Hermanos Maristas en Popayán, los continuó en el Colegio Seminario y terminó el bachillerato en el Liceo de la Universidad del Cauca. En 1946, se graduó como Ingeniero Civil en la Universidad del Cauca.
En 1946 contrajo matrimonio con Martha Matilde Castrillón Arboleda, con quien tuvo ocho hijos. Hoy tiene dieciséis (16) nietos y cuatro (4) bisnietos.
De su aporte a Popayán y al Cauca quedan obras importantes, como la fundación del Acueducto de Popayán, la Caja de Compensación Familiar del Cauca y Centrales Eléctricas del Cauca (Cedelca), empresa de la cual fue su primer gerente.
Fue jefe de la zona de carreteras de Bucaramanga. Se desempeñó como secretario de Hacienda del Cauca en las gobernaciones de Luis Fernando Paredes, Josefina Valencia y Tomás Castrillón Muñoz. También ocupó la Secretaría de Obras Públicas.
Miembro de la junta directiva del Banco del Estado entre 1953 y 1960, año en que asumió la presidencia de ese banco nacido en Popayán, labor que interrumpió por su nombramiento como Gobernador del Cauca. Su experiencia en ese sector económico, lo llevó a la junta directiva del Banco de la República (Colombia) en 1976.
Julio Arboleda Valencia se distinguió por su don de gentes, fue además un gran orador, escritor y poeta, las letras las llevaba en la sangre.
En 1961, cuando Arboleda Valencia asumió la Gerencia General del Banco del Estado, encontró que esa institución, nacida en Popayán en 1884 como Banco Emisor, tenía afiliados a sus empleados a una caja de compensación en Bogotá, a la que giraba mensualmente una importante suma de dinero. 
Precisamente, en ese mismo año, se expidió el decreto 3151 que facultó a las cajas a invertir en obras de beneficio social, tendientes a favorecer al trabajador y a su núcleo familiar. Ese nuevo marco legal lo llevó a estudiar acerca de esas corporaciones y su función social. Resolvió entonces promover la fundación de una caja en Popayán.
Para ese efecto fue comisionado el abogado José Miguel Otoya Arboleda, quien se desempeñaba como Director Administrativo de la Universidad del Cauca, para que visitara en Cali la Caja de Compensación Comfandi con el fin de conocer su funcionamiento y establecer el proceso que se debía seguir para constituir una similar en Popayán. Otoya Arboleda encontró gran receptividad en la capital del Valle, y con el conocimiento adquirido regresó a fundar la Caja de Compensación Familiar del Cauca.
Cumplidos los requisitos, la Gobernación del Cauca dictó la Resolución n.º 133 del 2 de noviembre de 1966, por medio de la cual se creó la Caja de Compensación Familiar del Cauca. El primero de diciembre de ese mismo año, bajo la Dirección Administrativa del abogado José Miguel Otoya Arboleda, inició actividades en una oficina cedida por el Banco del Estado, en donde comenzó a pagar el subsidio familiar.
Como delegado del Concejo Municipal, en el centenario del nacimiento de Guillermo Valencia, pronunció, ante el Congreso de la República, un discurso que le valió la invitación a hacer parte de la Academia Colombiana de la Lengua, ofrecimiento que finalmente no aceptó. Fue también autor de poesías publicadas en libros y medios locales y de otras inéditas.
En su residencia del sector histórico de Popayán, en la mañana del viernes 22 de mayo de 2020, falleció a los 97 años el exgobernador Julio Arboleda Valencia, rodeado de sus hijos, nietos y bisnietos, un par de meses antes de cumplir los 98 años de edad.

## Cargos desempeñados
- Ingeniero de la construcción de la carretera Popayán – Guapi (1946-1947)
- Ingeniero del Distrito de Carreteras Nacionales del Departamento del Cauca (1947)
- Jefe del Distrito de Carreteras Nacionales de Bucaramanga (1947-1948)
- Jefe del Distrito de Carreteras Nacionales de Bogotá (1948-1950)
- Secretario de Obras Públicas del Cauca en dos oportunidades (1951 y 1954-1955)
- Cofundador y gerente de CEDELCA (1955-1956)
- Secretario de Hacienda del Cauca (1956-1957)
- Cofundador y primer gerente del Acueducto de Popayán (1957)
- Gobernador del Departamento del Cauca en dos oportunidades (1968-1970 y 1983-1984)
- Presidente del Banco del Estado (1961-1968 y 1970-1976)

- Promotor y cofundador de la Caja de Compensación Familiar del Cauca
- Concejal de Popayán (1972 -1974).
- Miembro de la Academia de Historia del Cauca, entidad de la que fue su presidente durante 12 años
- Miembro principal de la Junta Directiva del Banco de la República, en representación de la Banca Nacional (1973-1975).
- Cofundador del Real Colegio San Francisco de Asís, de cuya junta directiva formó parte y presidió durante 42 años.

## Familia y negocios
Los Arboleda, de origen español, proceden de un condestable francés que pasó a la lucha contra los moros y participó en la batalla de las Navas de Tolosa —y sus descendientes en la batalla del Salado— por cuyos hechos quedan rememorados en su escudo de armas que fue solicitado por su descendiente don Jacinto de Arboleda y Ortiz en Madrid en 1647.